# Dylan Bruno
Dylan A. Bruno, född 6 september 1972 i Milford i Connecticut, är en amerikansk skådespelare och före detta fotomodell. 
Brunos första stora filmroll var en biroll i Steven Spielbergs långfilm Rädda menige Ryan från 1998, följt av en huvudroll i skräckfilmen Carrie 2 från 1999. På TV har han porträtterat rollen som FBI-agenten Colby Granger i Numb3rs, samt den vanärade armévaktmästaren Jason Paul Dean i NCIS.
Bruno är yngre bror till skådespelaren, regissören och producenten Chris Bruno. Han är sedan år 2006 gift med Emmeli Hultquist, och har tillsammans med henne tre sönder. Vid sidan av sin skådespelarkarriär sysslar han med spjutfiske.

## Filmografi (i urval)

### Filmer
- 1998 – When Trumpets Fade (TV-film)
- 1998 – Rädda menige Ryan
- 1999 – Carrie 2
- 2000 – Där mitt hjärta finns
- 2001 – School of Party
- 2001 – The One
- 2001 – Kärlekslinjen
- 2003 – Grand Theft Parsons
- 2008 – Quid Pro Quo
- 2014 – Taken 3

### TV-serier
- 1996 – Yrke: Polis (TV-serie)
- 1997 – Nash Bridges (TV-serie)
- 2001 – Touched by an Angel (TV-serie)
- 2003 – CSI: Miami (TV-serie)
- 2004 – North Shore (TV-serie)
- 2005–2010 – Numb3rs (TV-serie)
- 2006 – Död zon (TV-serie)
- 2010 – NCIS (TV-serie)
- 2010 – Bones (TV-serie)
- 2011 – Grey's Anatomy (TV-serie)
- 2011 – The Mentalist (TV-serie)
- 2012 – Black Box (TV-serie)
- 2014 – NCIS: Los Angeles (TV-serie)
- 2014 – Agents of S.H.I.E.L.D. (TV-serie)
- 2014 – Major Crimes (TV-serie)
- 2015 – Narcos (TV-serie)
- 2016 – Rizzoli & Isles (TV-serie)
- 2016 – Notorious (TV-serie)
- 2017 – Hawaii Five-0 (TV-serie)
- 2018 – SEAL Team (TV-serie)
- 2019 – Hell's Kitchen (TV-serie)